# ソンモ (超新星)
ソンモ（1987年6月15日 - ）は、韓国の歌手、俳優であり、男性アイドルグループ超新星のメンバーであった。2007年9月21日に韓国デビュー、2009年9月9日に日本デビュー。2018年8月18日、日本で開催されたファンミーティングで超新星からSUPERNOVAへの改称を発表。自分たちで立ち上げた事務所「SV ENT」に所属することになった。契約が残っていたソンモは前事務所所属のまま活動し、2019年1月23日に、グループに合流しないことを発表。その後ソロアーティスト、俳優として活動。また、チャンミン(2AM)、TAKA(DEEP)とのユニット250(TWO-FIFTY)としても活動。

## プロフィール
- 身長180cm、体重65kg[1]。血液型はO型[2]。釜山広域市出身。
- パートはメインボーカル。
- ニックネームは、男前。自己紹介の時は「男前ソンモです」と言う。デビュー当時は、ひよこ・幼い王子と呼ばれていた。
- 趣味は作詞・作曲、ワイン収集、香水収集、釣り、バイク、音楽・映画鑑賞。
- 特技は歌、将棋、スポーツ、キックボクシング。
- 家族構成は父、母、兄。現在は一人暮らしをしており、チワワを飼っている。
- 宿舎に住んでいた頃はソンジェと一緒に料理担当。
- 自他ともに認める生粋の男前（男らしい）
- 日本語はネイティブに近い実力

## エピソード
- ヘルニアのため、HIT活動にほとんど参加出来ず、アンニョンから合流。
- 釜山なまりをよくメンバーに真似されている。
- ファンに手を振る時、腕を動かさず手首を使い手だけをブルンブルン振る、という特性を持つ。
- キックボクシングをしていたため、「superstar」という楽曲では振付のひとつとして飛び回し蹴りを披露することがある。
- 暑さが苦手である。
- 料理が得意で、よくパスタ（カルボナーラなど）やチゲを作っている。食べることも好きで、本人いわくフードファイターらしい。かつて1kgのオムライスを15分で食べた。韓国でも酢飯を買って自分で作るほど寿司が好き。
- 練習生の頃、宿舎では飲み物を何でも凍らせていたため、メンバーを戸惑わせていた。
- 几帳面であり、文章などを書いていて書き間違えたら最初から書き直す。
- 日本語で作詞・作曲もしており、ライブではソロ曲として披露している。
- 好きな女性のタイプは、目が綺麗な人。
- 犬が好き。飼う犬には「LOVE」にちなんだ名前を付けている。過去に飼っていたのは1匹目はマルチーズ（名：サラン）、2匹目はポメラニアン（名：AMO）、3匹目はチワワ（名：あい）。現在飼っているのはチワワ（名：こい）
- JYJのジェジュンと仲が良い。
- スターバックスが好きである。

## 作品

### アルバム
| 枚                                    | 発売日                                | タイトル                              | 最高位                                | 販売形態                              | 規格品番                              | 形態                                  | 備考                                  |
| YOSHIMOTO MUSIC ENTERTAINMENTレーベル | YOSHIMOTO MUSIC ENTERTAINMENTレーベル | YOSHIMOTO MUSIC ENTERTAINMENTレーベル | YOSHIMOTO MUSIC ENTERTAINMENTレーベル | YOSHIMOTO MUSIC ENTERTAINMENTレーベル | YOSHIMOTO MUSIC ENTERTAINMENTレーベル | YOSHIMOTO MUSIC ENTERTAINMENTレーベル | YOSHIMOTO MUSIC ENTERTAINMENTレーベル |
| ------------------------------------- | ------------------------------------- | ------------------------------------- | ------------------------------------- | ------------------------------------- | ------------------------------------- | ------------------------------------- | ------------------------------------- |
| 1                                     | 2015年8月4日                          | Tiramisu love                         | 3位                                   | CD+DVD                                | YRCS-95039                            | 初回盤 Type-A                         |                                       |
| 1                                     | 2015年8月4日                          | Tiramisu love                         | 3位                                   | CD                                    | YRCS-95040                            | 初回盤 Type-B                         |                                       |
| 1                                     | 2015年8月4日                          | Tiramisu love                         | 3位                                   | CD                                    | YRCS-95041                            | 通常盤                                |                                       |
| 2                                     | 2016年2月2日                          | The future with U                     | 2位                                   | CD+DVD                                | YRCS-95054                            | 初回限定盤 Type-A                     |                                       |
| 2                                     | 2016年2月2日                          | The future with U                     | 2位                                   | 2CD                                   | YRCS-95055-6                          | 初回限定盤 Type-B                     |                                       |
| 2                                     | 2016年2月2日                          | The future with U                     | 2位                                   | CD                                    | YRCS-95057                            | 初回限定盤 Type-C                     |                                       |
| 2                                     | 2016年2月2日                          | The future with U                     | 2位                                   | CD                                    | YRCS-95058                            | 通常盤                                |                                       |
| 3                                     | 2019年2月27日                         | セレナーデ                            | 19位                                  | CD+DVD                                | YRCS-95099                            | Type-A                                |                                       |
| 3                                     | 2019年2月27日                         | セレナーデ                            | 19位                                  | CD                                    | YRCS-95100                            | Type-B                                |                                       |
| 3                                     | 2019年2月27日                         | セレナーデ                            | 19位                                  | CD                                    | YRCS-95101                            | Type-C                                |                                       |
| 4                                     | 2022年7月20日                         | ADAMAS                                | 32位                                  | CD+DVD                                | TECI-1694                             | Type-A                                |                                       |
| 4                                     | 2022年7月20日                         | ADAMAS                                | 32位                                  | CD                                    | TECI-1695                             | Type-B                                |                                       |
| 4                                     | 2022年7月20日                         | ADAMAS                                | 32位                                  | CD                                    | TECI-1696                             | Type-C                                |                                       |
| ５                                    | 2024年9月9日                          | いつつの星                            | 24位                                  | CD＋MV入りMカード                     | TSSM-1001                             | TYPE–A                                |                                       |
| ５                                    | 2024年9月9日                          | いつつの星                            | 24位                                  | CD＋写真入りMカード                   | TSSM-1002                             | TYPE–B                                |                                       |
| ５                                    | 2024年9月9日                          | いつつの星                            | 24位                                  | CD                                    | TSSM-1003                             | TYPE–C                                |                                       |

#### ミュージック・ビデオ
| 年   | タイトル       | 監督 | 収録作品                         |
| ---- | -------------- | ---- | -------------------------------- |
| 2015 | 「Butterfly」  |      | 1stアルバム『Tiramisu love』     |
| 2016 | 「Wake up」    |      | 2ndアルバム『The future with U』 |
| 2019 | 「モナリザ」   |      | 3rdアルバム『セレナーデ』        |
| 2022 | 「I Remember」 |      | 4thアルバム『ADAMAS』            |
| 2024 | 「明日への橋」 |      | 5thアルバム『いつつの星』        |

## タイアップ
| 楽曲           | タイアップ | 収録作品                         |
| -------------- | --- | -------------------------------- |
| Butterfly      | 関西テレビ・フジテレビ系『発見!なるほどレストラン』エンディングテーマ ABCテレビ『ジモイチドライブ〜地元の一番でおもてなし旅〜』エンディングテーマ | 1stアルバム『Tiramisu love』     |
| Departure      | TBS系『トコトン掘り下げ隊!生き物にサンキュー!!』エンディングテーマ                                                                                | 1stアルバム『Tiramisu love』     |
| Wake up        | MBS・TBS系『プレバト!!』エンディングテーマ RKB毎日放送『チャートバスターズR!』2016年1月度マンスリーアーティスト                                   | 2ndアルバム『The future with U』 |
| still love you | 東海テレビ・フジテレビ系昼ドラマ『別れたら好きな人』オープニングテーマ                                                                            | 2ndアルバム『The future with U』 |
| Hello&Goodbye  | ABCテレビ『ジモイチドライブ〜地元の一番でおもてなし旅〜』エンディングテーマ                                                                       | 2ndアルバム『The future with U』 |
| モナリザ       | MBS・TBS系『プレバト!!』2019年2月・3月度エンディングテーマ                                                                                        | 3rdアルバム『セレナーデ』        |
| I Remember     | ANA国際線全路線／国内線機内放送 | 4thアルバム『ADAMAS』            |
| 明日への橋     | カンテレ・フジテレビ系『土曜はナニする！？』2024年10月〜12月エンディングテーマ                                                                    | 5thアルバム『いつつの星』        |

## 出演

### MV
- SeeYa 「슬픈발걸음(구두2)」
- FL1X 「괜찮아」

### OST
- 韓国映画『愛の言葉』挿入歌、エンディングテーマ
- 日本ドラマ「別れたら好きな人」主題歌
- 日本映画『ヤウンペを探せ！』挿入歌
- 韓国ドラマ『テンポガールズ』挿入歌
- 韓国映画『アイ・ウィル・ソング』挿入歌

### 映画
- 日本映画 『君にラヴソングを』（2010年） - ソンモ 役
- 日本映画 『僕たちのアフタースクール』（2011年） - ソンモ 役
- 韓国映画『愛の言葉』（2014年） - テオ 役　※主演
- 韓国映画『僕たちの日記』（2015年） - スホ 役　※主演
- 韓国映画『怪しい隣人』（2019年） - ミヌ 役
- 日本映画『ウンペを探せ!』（2019年） ※カメオ出演
- 韓国映画『アイ・ウィル・ソング』（2021年） - ホジン 役 ※特別出演
- 韓国映画『バタフライ効果』(2023年) - ミン・スンギ 役　 ※主演
- 韓国映画『男は最初に望み、女は最後に望む』（2023年） - トンジュン 役　※主演
- 日本映画『ランサム』（2023年） - イ・ソジュン 役　※主演

### ドラマ
- 韓国ドラマ「サイン」（2011年）※カメオ出演
- 日本ドラマ「別れたら好きな人」（2015年）※カメオ出演
- 韓国ドラマ「嘘の嘘」（2020年）
- 韓国ドラマ「学校奇談/応報」（邦題）（2020年）
- 日本ドラマ 真夜中ドラマ「婚活食堂」（2023年4月16日〈15日深夜〉 - 7月9日〈8日深夜〉、BSテレ東） - ユン・ソジュン 役[3]
- 日本ドラマ「Dr.チョコレート」劇中ドラマ「愛の手錠」[4]（2023年4月22日 - 6月24日、日本テレビ）- ジェスン 役
- 日本ドラマ「駐在刑事」スペシャル 2023（2023年9月25日、テレビ東京） - パク・ジョンホ 役[5]
- 日本ドラマ「虎に翼」（2024年4月1日 - 、NHK） - 崔潤哲 役[6]
- 日本ドラマ「新宿野戦病院」第3話（2024年7月17日、フジテレビ）[7] - パク 役
- 日本ドラマ「嗤う淑女」第5話（2024年8月24日、東海テレビ・フジテレビ系） - シム・ドユン 役[8]
- 日本ドラマ「団地のふたり」（2024年9月1日 - 、NHK BS・NHK BSプレミアム4K）-  尹賢友（ユン・ヒョニョ）役
- 日本ドラマ 真夜中ドラマ「バツコイ」（2024年10月20日 - 2025年1月5日、BSテレ東） - パク・ドジュン 役

### ミュージカル
- 「コロネイションボール」韓国公演（2011年）
- 「宮（クン）」日本公演（2011年） - シン 役（キム・キュジョンとダブルキャスト）
- 「Roly-Poly」韓国公演（2012年） - ジギー 役
- 「宮（クン）」日本公演（2012年） - イ・シン 役（カンインとダブルキャスト）
- 「宮（クン）」日本公演（2013年） - イ・シン 役（チェ・ミンファン、フンとトリプルキャスト）
- 「SummerSnow」日本公演（2013年）- カン・ジンハ 役（パク・ジョンミン、スヒョンとトリプルキャスト）
- 「SummerSnow」日本公演（2014年） - カン・ジンハ 役（ジヒョクとダブルキャスト）
- 「太陽を抱く月」日本公演（2014年） - イ・フォン 役
- 「太陽を抱く月」日本公演（2015年） - イ・フォン 役
- 「HARU〜あの日に戻れるなら〜」日本公演（2015年） - カン・ヨンウォン 役（カンイン、キム・ヒョンジュン、ユグォンとクアドラプルキャスト）
- 「カフェ・イン〜嘘は恋のはじまり〜」日本公演（2016年） - ジミン 役（キソプ、チョンジとトリプルキャスト）
- 「30歳の頃に」日本公演（2018年） - ヒョンシク 役（ソンミンとダブルキャスト）
- 「30歳の頃に〜シーズン2〜」日本公演（2019年） - ヒョンシク 役（リョウクとダブルキャスト）
- 「リフレインする君の声 〜encore 2023〜」日本公演（2023年） - 志音 役（初の日本制作ミュージカル作品出演）山田恭（円神）・松浦司・内海大輔・五十嵐啓輔らと共演。中野智行（PaniCrew）演出。
- 「リフレインする君の声 〜encore 2023〜」日本公演（2023年） - 志音 役（再演）松浦司らと共演。中野智行（PaniCrew）演出。

### 舞台
- オンライン朗読劇『最果てリストランテ』at KOREA vol.2[9]（2021年）MYNAMEセヨン・大国男児インジュン・テジュと共演